# Луїза Шарлотта Данська
Луїза Шарлотта Данська (дан. Louise Charlotte af Danmark, 30 жовтня 1789 — 28 березня 1864) — данська принцеса з династії Ольденбургів, донька принца Данії Фредеріка та принцеси Мекленбург-Шверіну Софії Фредеріки, дружина принца Гессен-Кассельського Вільгельма.

## Біографія
Луїза Шарлотта народилася 30 жовтня 1789 року в королівському палаці Крістіансборг в Копенгагені. Вона була четвертою дитиною і третьою донькою в родині принца данського Фредеріка та його дружини Софії Фредеріки Мекленбург-Шверинської. В сім'ї вже підростали син Крістіан та донька Юліана Софія. Найстарша дитина, Юліана Марія, померла немовлям у 1784 році. У 1792 році народився ще один син, Фердінанд.
У 21-річному віці вийшла заміж за 22-річного принца Гессен-Кассельського Вільгельма. Весілля відбулося 10 листопада 1810 року в палаці Амалієнборг. У подружжя з'явилося шестеро дітей
Луїзу Шарлотту описували як практичну та економну жінку, яка суворо контролювала витрати свого двору. Вона також виявляла інтерес до мистецтва та поезії.
18 липня 1851 року відмовилася за себе і свого сина від претензій на данський престол на користь доньки Луїзи. Та, в свою чергу, зробила те саме на користь чоловіка Кристіана.
Померла у палаці Крістіансборг 28 березня 1864 року в 74-річному віці.

## Родина

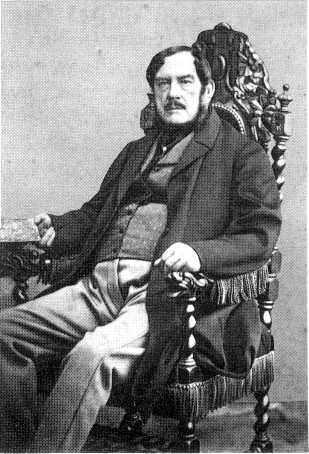
Принц Вільгельм

Чоловік — Вільгельм Гессен-Кассельський
Діти:
- Кароліна Фредеріка (1811—1829) померла у 17 років неодруженою;
- Марія Луїза Шарлотта (1814—1895) — одружена з принцом Ангальт-Дессау Фрідріхом Августом, мала трьох доньок;
- Луїза Вільгельміна (1817—1898) — одружена з королем Данії Кристіаном IX, мала шестеро дітей;
- Фрідріх Вільгельм Георг (1820—1884) був двічі одружений, мав п'ятьох дітей від другого шлюбу, син від першого помер після народження;
- Августа Софія (1823—1899) — одружена з бароном Карлом Фредеріком Бліксен-Фінеке, мала двох синів;
- Софія Вільгельміна (18 січня—27 грудня 1827) померла немовлям.